# Зеда-Дими
Зеда-Дими (груз. ზედა დიმი) — село в Грузии, в муниципалитете Багдати в крае Имеретия.

## География
Зеда-Дими расположена на правом берегу реки Ханисскали. Высота над уровнем моря — 220 метров. Находится в 3 километрах от Багдати.

## Население
По данным на 2014 год, в селе проживало 425 человек.

### Демография
| Год переписи | Население | Мужчины | Женщины |
| ------------ | --------- | ------- | ------- |
| 2002         | 1546      | 728     | 818     |
| 2014         | 425       | 227     | 198     |